# Долорес (округ)
Округ Доло́рес (ісп. Dolores) — адміністративно-територіальна одиниця 2-ого рівня у провінції Буенос-Айрес в центральній Аргентині. Адміністративний центр округу — Долорес (ісп. Dolores).
Населення округу становить 27042 особи (2010). Площа — 1973 кв. км.

## Історія
Округ заснований у 1831 році.

## Населення
У 2010 році населення становило 27042 особи. З них чоловіків — 13061, жінок — 13981.

## Політика
Округ належить до 5-ого виборчого сектору провінції Буенос-Айрес.